# Rhaphiodon echinus
Rhaphiodon echinus  là một loài thực vật có hoa trong họ Hoa môi. Loài này được (Nees & Mart.) Schauer miêu tả khoa học đầu tiên năm 1844.

## Hình ảnh

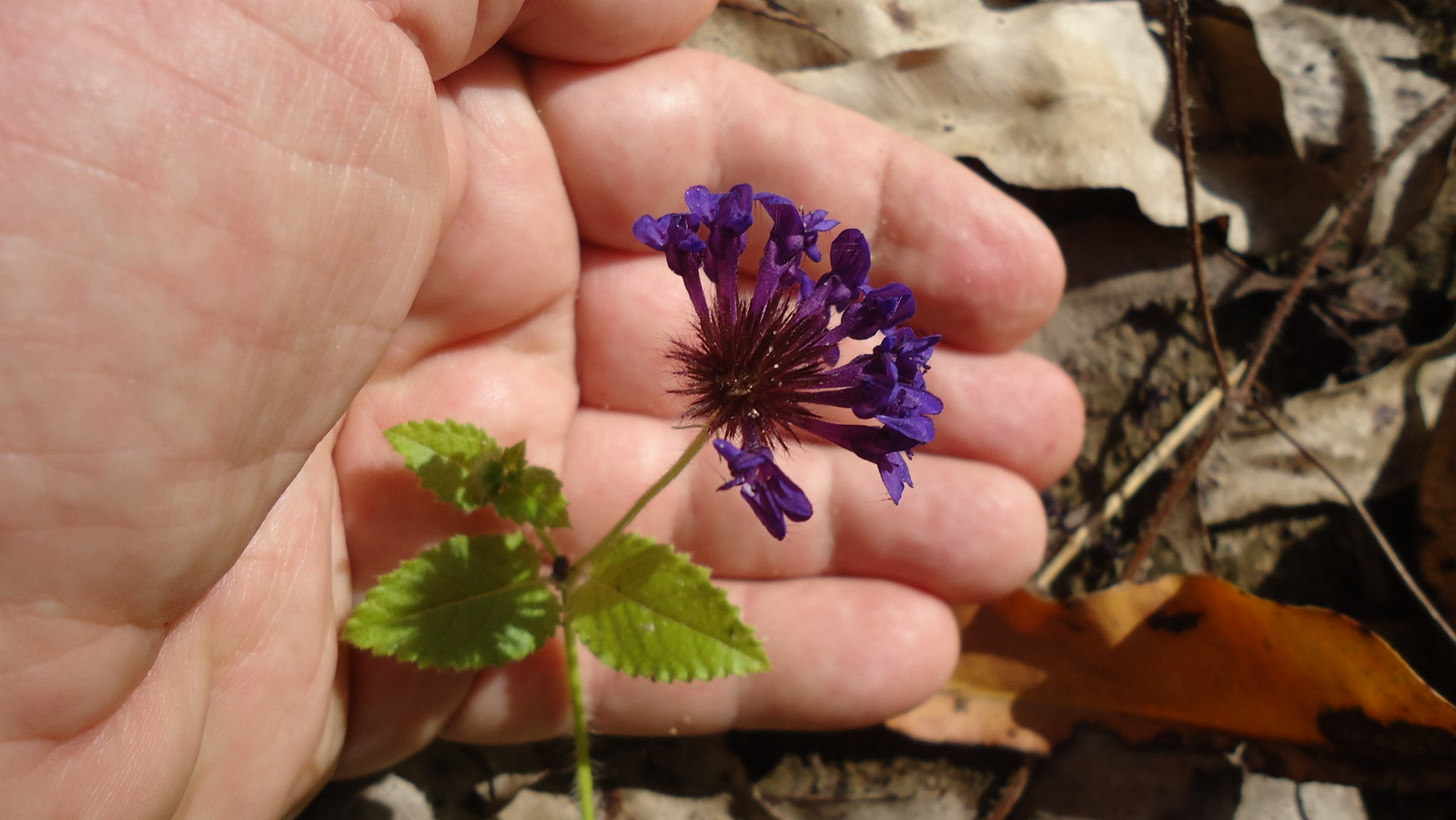
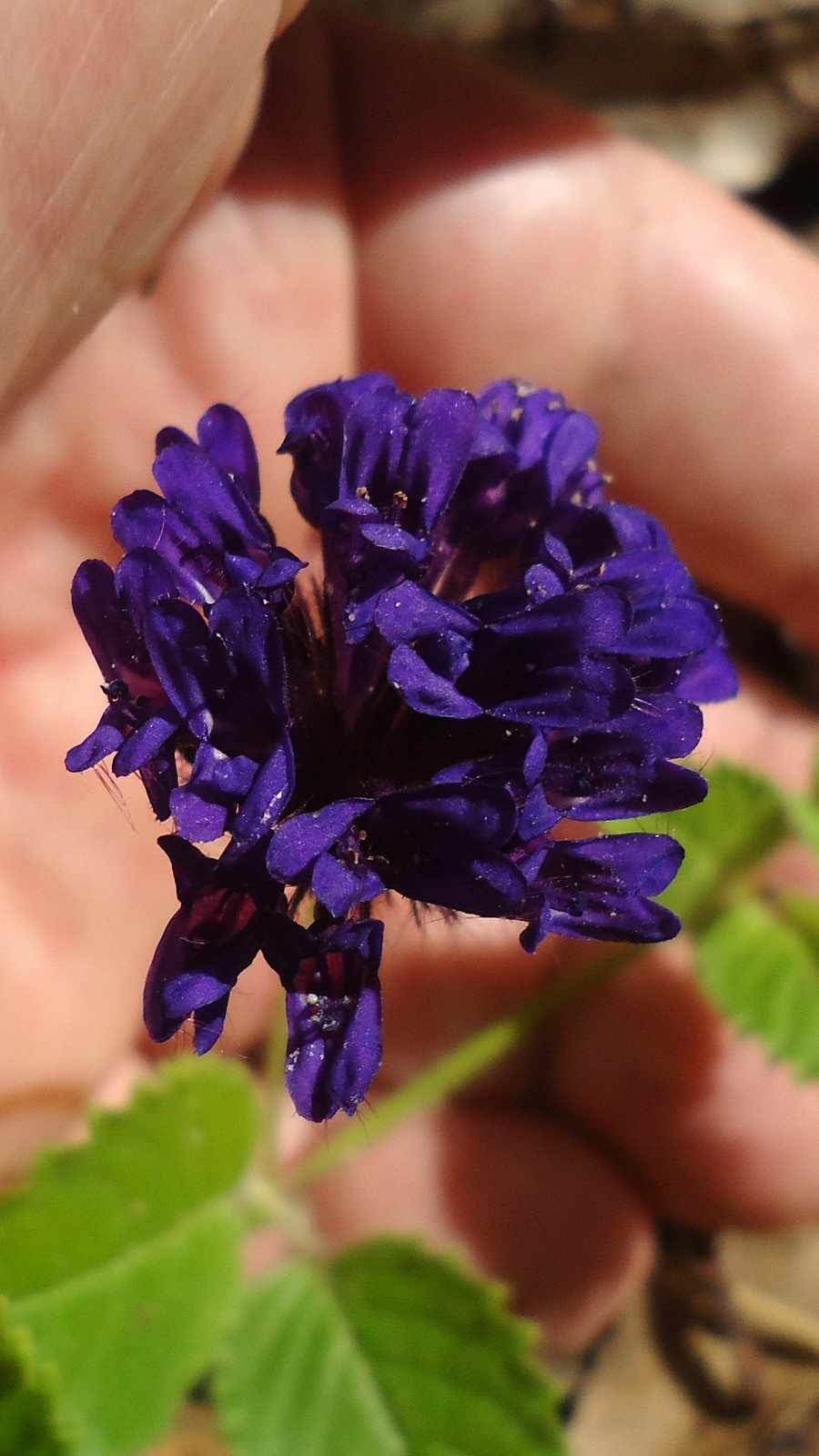